# De steensnoepers
De steensnoepers is het drieëntachtigste stripverhaal uit de reeks van Suske en Wiske. Het is gepubliceerd in De Standaard en Het Nieuwsblad van 13 augustus 1971 tot en met 27 december 1971. 
Willy Vandersteen en Paul Geerts werkten samen aan dit verhaal. Tevens was De steensnoepers het laatste verhaal in de Suske en Wiske-hoofdreeks waar Vandersteen zelf nog enige nauwe betrokkenheid bij had. Hierna liet hij de productie van de verhalen geheel over aan Studio Vandersteen, onder leiding van Geerts. Zelf zou Vandersteen – tot zijn overlijden in 1990 – nog wel de scenario's voor enkele latere Suske en Wiske-verhalen geheel of gedeeltelijk schrijven.
De eerste albumuitgave van De steensnoepers in de Vierkleurenreeks was in maart 1972, met nummer 130. Het verhaal is ook in het Frans uitgegeven: Bob et Bobette - les mange-pierres.

## Locaties
- België, kanaal, villa van mijnheer Poweril, Tunesië, woestijn, Baneul, kamp van Berbers, oase, grotwoningen van de Toeketoes, grot

## Personages
- Suske, Wiske, tante Sidonia, Lambik, Jerom, professor Barabas, mijnheer Poweril en zijn handlangers, Toko, de Toeketoes, moeder met kind, jongen met plastic palmboom voor toeristen, Berbers, Taka (vrouw van Toko) Tiki (baby van Toko en Taka)

## Uitvindingen
- De gyronef met onderzoeksmateriaal

## Het verhaal
Lambik is een eigen zaak begonnen. Hij wordt gebeld voor een klus met een waterleiding, maar is erg onvriendelijk tegen zijn klanten. Als Lambik naar huis wil, waait zijn bolhoed in het kanaal. Dan ziet Lambik de periscoop van een duikboot.
De ijskast van tante Sidonia is stuk en Lambik komt met tegenzin helpen. Hij hoort van Suske dat die ook een periscoop heeft gezien. Als Lambik thuis tv kijkt, wordt er aangebeld en hij wordt door twee mannen meegenomen naar de villa van mijnheer Poweril. Er is een pomp stuk in de kelder en Lambik hoort de man telefoneren over het aankopen van bergen. Lambik vindt een luik in de kelder en de volgende dag neemt hij bloemen mee voor tante Sidonia en repareert veel dingen in het huis. De mannen bellen weer aan, maar treffen Jerom en worden uit huis gegooid. Ze treffen Lambik als die met zijn auto thuiskomt. Jerom vindt de gereedschapstas van Lambik en ziet een boodschap om in de kofferbak te kijken. De kofferbak is echter leeg en Lambik blijft dagenlang weg.
Er verschijnen mysterieuze gaten in het huis van tante Sidonia. Lambik kan uit de kelder van Poweril ontsnappen. Als hij bij het huis van tante Sidonia komt, zien de vrienden Toko de Toeketoe. Lambik vertelt dat hij het diertje heeft vrijgelaten uit de kelder van Poweril. Hij vertelt ook dat het een voorhistorische diersoort is die in een verborgen vallei in de Tunesische woestijn overleeft op stenen. Poweril vond het beestje en wil een steenmonopolie opzetten, hij koopt alvast alle bergen op. Lambik waarschuwt professor Barabas, hij heeft van het diertje geleerd alles met elkaar te delen.
Powerril komt met zijn handlagers en wil Toko meenemen om de vallei te zoeken, maar ze kunnen het diertje beschermen. De vrienden gaan met de gyronef via de Middellandse Zee en zien de duikboot van Poweril. Lambik eet per ongeluk stenen van Toko en zijn kies zit nu los. Hij haalt hem eruit, maar vernielt daarbij de gyronef. De gyronef wordt beschoten door de duikboot van Poweril, maar Jerom kan de aanval afslaan. Er breekt een hevige storm los en de vrienden proberen de gyronef te herstellen. Toko slaat overboord als hij frisse lucht wil hebben. Suske en Wiske kunnen hem redden, maar komen op de duikboot terecht.
Suske saboteert het kanon en ze klimmen naar binnen, de duikboot duikt onder en vaart richting Tunesië. Toko pakt per ongeluk een radio en de mannen horen waar de vallei zich bevindt, Suske en Wiske worden in een rubberboot van boord gezet. De kinderen komen aan land en Suske kan een meisje redden van een op hol geslagen ezel. De moeder is erg dankbaar en leent hun twee paarden. Wiske hoort van een jongen met een opblaasbare palmboom dat er een duikboot in Baneul is gesignaleerd. De kinderen zien een vermomde matroos in de stad en ze verstoppen zich in kruiken. Ze volgen de bende in de woestijn en overnachten bij Berbers. Suske en Wiske vinden het kamp van Poweril en zien Toko in een kooi. Suske kan het diertje bevrijden, maar de verdwijning wordt ontdekt en Poweril laat de scorpioen brengen, een groot rupsvoertuig . Met de staart kan de scorpioen zand opzuigen en hij schiet dit op de kinderen. De gyronef komt dan aanvliegen en de scorpioen kan het toestel ook onder zand laten verdwijnen.
De kinderen gaan naar grotwoningen van de Toeketoees. Suske en Wiske waarschuwen de Toeketoes voor de mensen en als Wiske om water vraagt, komen alle Toeketoes haar een kruik brengen. Jerom kan de scorpioen verslaan en hij gaat met Lambik naar het dorp. Tiki loopt het huis uit en wordt door de mannen van Poweril beschoten, Taka springt ervoor en wordt geraakt. Suske en Wiske verzorgen Taka in haar huis, alleen een bloedtransfusie kan haar redden. Toko heeft zijn bloed gegeven en valt nu zelf flauw, de Toeketoes sterven als ze een druppel bloed missen. Jerom knijpt het bloed van Taka uit de steen waarop ze neerviel en er wordt een nieuwe bloedtransfusie uitgevoerd. Taka en Toko herstellen beide. Suske en Wiske onderzoeken de Toeketoes met materiaal uit de gyronef, maar ’s nachts worden de kinderen overvallen. Jerom komt te hulp, maar kan niet voorkomen dat Suske een schampschot oploopt en Wiske wordt meegenomen. De scorpioen komt onder het zand vandaan en Wiske wordt meegenomen als het toestel onder de grond verdwijnt. De scorpioen komt in een grot en Poweril laat mijnen om het toestel plaatsen, maar er ontploft er al een. Jerom maakt een gat en gaat met Lambik een tunnel binnen. De Toeketoes horen van Suske wat er is gebeurd en eten zich een weg naar beneden.
Wiske kan uit de scorpioen ontsnappen, maar hoort dan dat ze midden in een mijnenveld staat. Toko wordt gedwongen zijn stam op te halen, anders zal Wiske worden neergeschoten. Jerom en Lambik kunnen Wiske redden, maar de tunnel stroomt vol met water door een ontploffing. Jerom legt een enorm rotsblok op de deur van de scorpioen en slaat een weg naar buiten. De vallei loopt onder water en het dorp van de Toeketoes wordt verwoest. Suske klimt naar de tunnel en neemt dynamiet mee, maar hij is nog zwak en raakt bewusteloos. Jerom en Lambik komen uit de berg en laten de Toeketoes ontsnappen uit het dorp. Ze horen een ontploffing en Jerom vindt Suske tussen de puinhopen. Poweril neemt contact op met Lambik en dreigt Wiske te bedelven onder het zand als ze niet aan hun eisen voldoen. De Toeketoes gaan naar de grot en laten Wiske door een ondergrondse gang ontsnappen. Suske is erg ziek en Lambik wil medicijnen van Poweril, maar hij wil alleen leveren in ruil voor de Toeketoes. Tiki gaat de scorpioen binnen om medicijnen te halen, maar wordt gezien. De Toeketoes nemen contact op, ze zijn bereid zichzelf uit te leveren in ruil voor de medicijnen voor Suske. De zoldering scheurt en de scorpioen komt onder het puin terecht en de zuurstoftoevoer wordt geblokkeerd. Poweril is verslagen. Tiki komt met de medicijnen en Suske herstelt al snel.
Lambik en Jerom bevrijden de mannen en Poweril heeft spijt en belooft dat hij zijn aangekochte bergen en de kennis over het steensnoepen zal gebruiken om de honger in de wereld uit te bannen. De mannen van Poweril herstellen de gyronef en de scorpioen en Wiske vertelt dat het spijsverteringsstelsel van de Toeketoes zich duizenden jaren kon ontwikkelen. Ze kenden duizenden jaren geleden nog geen vrede en in een bepaalde streek verdiende de massa net genoeg om producten van enkele grote producenten af te nemen. Deze producenten hadden veel macht, andere groepen hadden honger en zonderden zich af en ze leerden stenen eten. Dit is geen oplossing voor de honger op aarde en de vrienden besluiten de Toeketoes verder met rust te laten. Ze gaan met de gyronef naar huis.